# Stanisław Groniowski
Stanisław Antoni Groniowski (ur. 12 marca 1895 w Warszawie, zm. we wrześniu 1939 w Prużanie) – polski prawnik, archiwista.

## Życiorys
Ukończył w 1913 roku Szkołę Handlową Zgromadzenia Kupców w Łodzi, następnie – Wydział Prawa Uniwersytetu Warszawskiego w 1922 roku. Już w latach szkolnych należał do Organizacji Młodzieży Narodowej Szkół Średnich, a w czasie studiów należał do OMN Szkół Wyższych (od 1915 roku) i kierownictwa OMN „Zarzewie”. Był również członkiem POW (w latach 1916–1918).
W listopadzie 1918 roku wstąpił ochotniczo do Wojska Polskiego i jako podoficer walczył w wojnie polsko-bolszewickiej w 10 pułku artylerii polowej.
W latach 1920–1921 pracował w centrali Towarzystwa Straży Kresowej, od końca 1921 roku w Archiwum Głównym Akt Dawnych, początkowo jako asystent, a od 1928 roku – jako archiwista, aż do wybuchu II wojny światowej. W Archiwum pracował głównie nad systematyzacją, opracowaniem i inwentaryzacją akt władz wymiaru sprawiedliwości i sądów polskich XIX wieku (1807–1876).
Pracując zawodowo, czynnie pracował społecznie. Był bratem zetowym i członkiem Związku Patriotycznego. Od 1924 roku należał do Związku Młodej Polski. W latach 1924–1925 był członkiem Narodowej Partii Robotniczej. Należał do Senioratu OMN (od 1926 roku – członek Zarządu Głównego Związku Senioratu), później ZPMD (wiceprezes i członek Rady Naczelnej). W 1926 roku wszedł do Związku Naprawy Rzeczypospolitej.
W sierpniu 1939 roku został zmobilizowany jako podporucznik rezerwy. Zginął w walce we wrześniu 1939 roku.

## Wybrane publikacje
- Adiunkt Archiwum Ogólnego Krajowego w powstaniu narodowym (szkic, „Archeion”, 1930)
- Rok 1830 w polskich archiwach państwowych. Archiwum Główne (opracowanie archiwoznawcze, „Archeion”, 1930)
- Archiwum Komisji Rządowej Sprawiedliwości Królestwa Polskiego Ministerium Sprawiedliwości (nieopublikowana rozprawa, 1931)
- O Dyrekcji Sprawiedliwości i jej Archiwum (nieopublikowana rozprawa, 1932)
- Zebranie i opracowanie dokumentacji archiwalnej oraz redakcja pamiętnika Bogdana Hutten-Czapskiego, Sześćdziesiąt lat życia politycznego i towarzyskiego, 1-2, wydanego nakładem Księgarni F. Hoesicka, Warszawa 1936 (Wielkopolska Biblioteka Cyfrowa). Sechzig Jahre Politik und Gesellschaft, 1-2,. Berlin 1936[2].

## Ordery i odznaczenia
- Krzyż Walecznych
- Medal Niepodległości (19 czerwca 1938)[4]

## Życie prywatne
Stanisław Groniowski był synem Adama, lekarza rentgenologa i Eugenii Reginy z Brodzkich. 27 kwietnia 1930 roku ożenił się z Wandą Kopczyńską (lekarką stomatologiem). Od 1937 roku mieszkali w Warszawie przy ulicy Ursynowskiej 12.